# Century Schoolbook
Century Schoolbook est une police de caractères avec empattements dessinée en 1915 par Morris Fuller Benton pour American Type Founders. Variante de Century, elle est spécifiquement conçue pour présenter une très grande lisibilité convenant à un usage dans les manuels scolaires, d’où son nom.